# Woke Up This Morning
"Woke Up This Morning" es una canción de la banda Alabama 3 (conocida como "A3" en Estados Unidos) de su álbum de 1997 Exile on Coldharbour Lane. La canción es conocida por ser el tema musical de la secuencia de apertura de la serie de HBO Los Soprano (que utiliza la versión "Chosen One Mix", cuya letra emplea la segunda persona en lugar de primera).
Rob Spragg (también conocido como Larry Love) escribió la canción tras oír un caso en el que una mujer disparó a su marido tras 20 años de abusos. Al contrario de lo que se suele creer, no es el compositor y cantante Leonard Cohen quien interpreta la canción.
La canción fue también usada en un episodio de la decimotercera temporada de Los Simpson en el que la mafia de Springfield tenía planeado atentar contra Homer Simpson, así como en el segundo capítulo de la serie en línea Malviviendo.